# オリコン合算シングルランキング

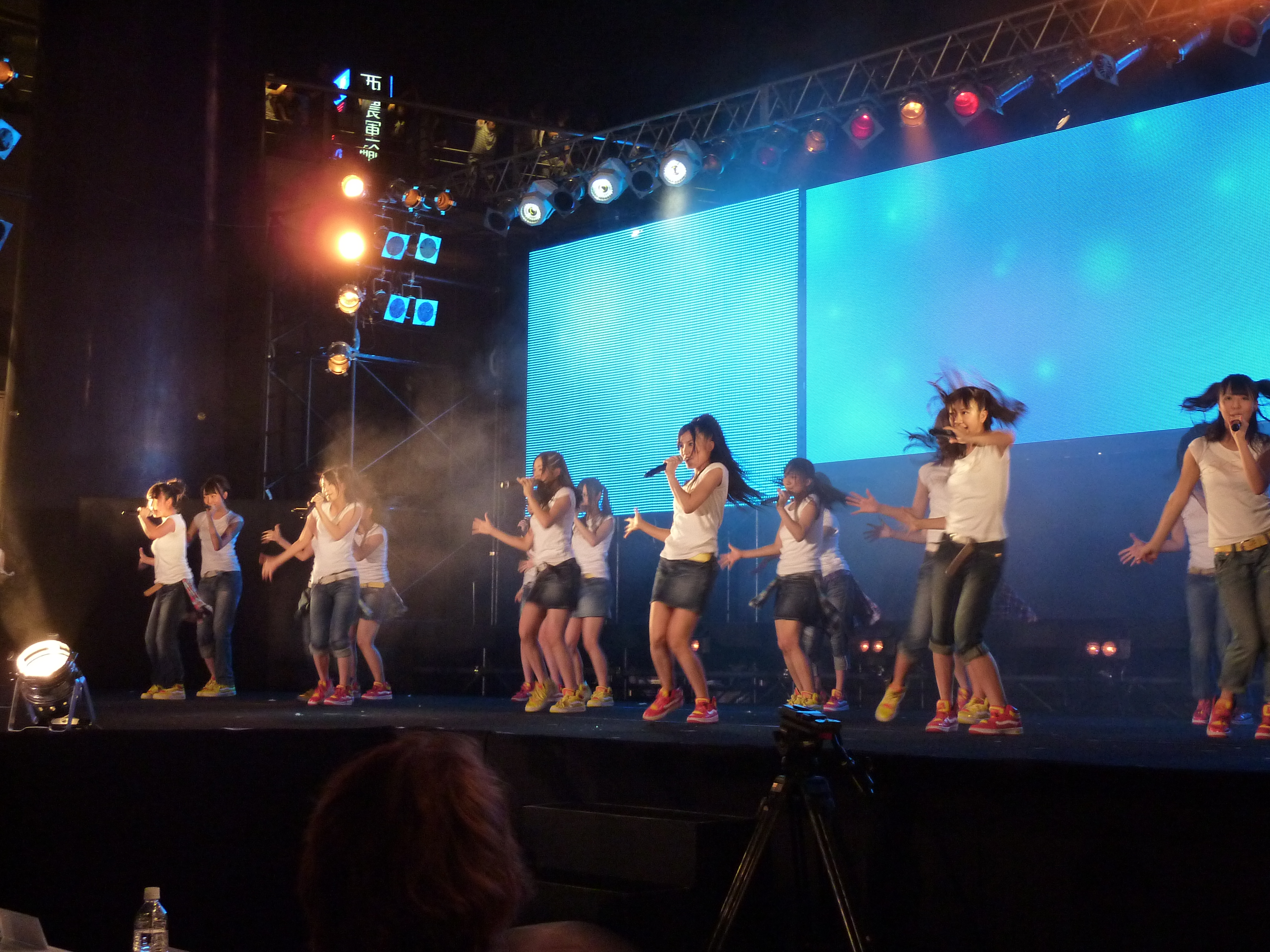
SKE48の「Stand by you」は初めてのオリコン合算シングルランキングで1位を獲得した。

オリコン合算シングルランキング（オリコンがっさんシングルランキング）は、オリコンが毎週発表する日本の音楽チャート。2018年12月24日に初公開された。アルバム相当単位のシステムに基づき、CDの売上、デジタル・ダウンロードの回数、ストリーミングの再生回数をポイントに換算し合計したランキングを発表している。
オリコンは長い間、CDの売上のみに基づいたチャートのみを発表していたが、このチャートは、2010年代にはAKB48などのアイドルグループの楽曲が上位に入ることが多くなっていた。これらの楽曲は客の多くがシングルを特典目当てで購入しており、どの楽曲が最もよく聴かれているか正確に測定することができなかったため、メディアは次第にオリコンチャートよりもBillboard JAPANの複合的な指標を用いたチャートを重視するようになった。オリコンは2016年にデジタル・ダウンロードのみを集計するデジタルシングルランキングを開始した。その後、2018年にストリーミングランキングや合算アルバムランキングと同時に、合算シングルランキングを開始した。

## 背景

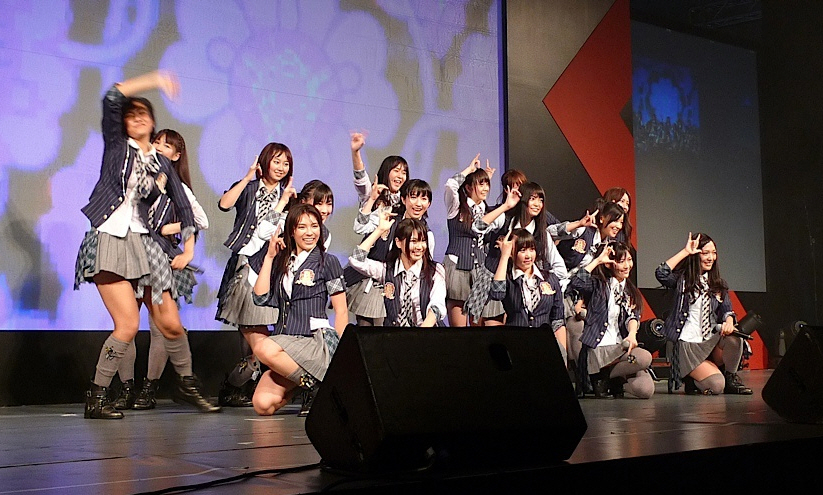
2010年代には、メディアはオリコンチャートよりもBillboard JAPANのチャートを重視するようになった。オリコンのチャートはCDの売上のみに基づいたものであったため、AKB48（画像）などのグループは、仮に最も聴かれている楽曲ではなくても多くの売上枚数を記録し、チャートで1位を獲得していた。

日本の音楽産業は、2000年代に入ってもデジタル・ダウンロードやストリーミングよりも、CDやDVDといった物理メディアが占める割合の方が大きいという点において、他国とは大きく異なっていた。2009年、日本レコード協会（RIAJ）はCDの総生産額が2496億円であったのに対し、デジタル配信は着実に成長し910億円に達したと報告した。オリコンは長い間、CDの売上のみに基づいたチャートのみを発表していた。オリコンは、配信チャートではCDのような自主調査ができず、レコード会社の発表を鵜呑みにするしかないという理由で、異なる販売方法を合算したチャートは作成していなかった。
2010年代には、アイドルグループのAKB48が販売するCDシングルに特典が封入され、これを目当てにファンがCDを複数枚購入することが常態化した。その結果、チャート上位をAKB48のシングルがコンスタントに占めるようになり、ヒット曲の実態が把握できなくなったことで、複数の要素を考慮したチャートの重要性が高まった。2017年のオリコン年間CDシングルランキングでは1位から4位をAKB48の楽曲が占めたが、音楽ダウンロードサービス・レコチョクのランキングでは星野源の「恋」やMr.Childrenの「HANABI」などが上位に入った。ジャーナリストの松谷創一郎によると、オリコンチャートはどの楽曲が実際によく聴かれているのかが反映できていなかったため、2010年代半ばから多くのメディアは複合的な指標を用いたBillboard JAPANのチャートであるBillboard Japan Hot 100を重視するようになったという。音楽ジャーナリストの柴那典は、2010年代以降、CDが売れているからといって楽曲が流行しているとは限らなくなったとして、オリコンのCDランキングはヒット曲の可視化ができないものになっていたと述べている。
2015年、オリコン社長の小池恒は、複合的なチャートを作成することは検討しているものの、実現は難しいと話した。小池はその理由として、販売形態がCDのみのアーティストも存在することや、音楽配信は正確な数字が把握できないこと、オリコンが「音楽を聴くことに対価を払う」ことを重視していることを挙げた。2016年、オリコンはアルバムの有料ダウンロード数を集計したチャート「オリコン週間デジタルアルバムランキング」を開始し、2017年にはシングルの有料ダウンロード数を集計したチャート「オリコン週間デジタルシングル（単曲）ランキング」を開始した。

## 歴史
2018年1月、『朝日新聞』はオリコンが初となる複合チャートを開始する予定であることを報じた。2018年8月29日、オリコンはストリーミングを集計したストリーミングランキングの開始に加えて、CD、デジタル・ダウンロード、ストリーミングの3つの要素を合算した合算シングルランキングおよび合算アルバムランキングを同年12月に開始することを発表した。オリコン合算シングルランキングの第1回目は2018年12月24日に発表され、AKB48の姉妹グループであるSKE48の「Stand by you」が1位を獲得した。2019年3月、AKB48の「ジワるDAYS」が初めて累積100万ポイントを達成した作品となった。2024年1月、米津玄師の「M八七」が史上100作品目となる累積100万ポイント達成作品となった。2021年9月、YOASOBIの「夜に駆ける」が初めて累積200万ポイントを達成した作品となった。2021年11月、Official髭男dismの「Pretender」が2作目の累積200万ポイント達成作品となった。

## 集計方法
オリコン合算シングルランキングは、毎週月曜日から日曜日までのCDシングルの売上枚数、デジタル・ダウンロードのダウンロード数、ストリーミングの再生数に基づいて集計する。アルバム相当単位のシステムを採用しており、CDシングル1枚、シングル単体のダウンロード1回、ストリーミング再生数300回がそれぞれ1ポイントに換算される。シングル収録曲のダウンロード数は合計され、その数を2.5で割った数がポイントとして加えられる。

## 各年の1位
| 年     | シングル                    | アーティスト       | ポイント  | 出典   |
| ------ | --------------------------- | ------------------ | --------- | ------ |
| 2019年 | サステナブル                | AKB48              | 1,416,189 | [ 15 ] |
| 2020年 | Imitation Rain/D.D.         | SixTONES、Snow Man | 1,780,306 | [ 16 ] |
| 2021年 | Butter                      | BTS                | 1,809,650 | [ 17 ] |
| 2022年 | 一途/逆夢                   | King Gnu           | 1,456,349 | [ 18 ] |
| 2023年 | アイドル                    | YOASOBI            | 2,274,528 | [ 19 ] |
| 2024年 | 二度寝/Bling-Bang-Bang-Born | Creepy Nuts        | 2,493,509 | [ 20 ] |